# Percy Jackson e gli dei dell'Olimpo (serie televisiva)
Percy Jackson e gli dei dell'Olimpo (Percy Jackson and the Olympians) è una serie televisiva statunitense del 2023, basata sull'omonima serie di romanzi scritta da Rick Riordan.
La serie è stata distribuita globalmente sulla piattaforma streaming Disney+ a partire dal 19 dicembre 2023. Nel febbraio 2024 è stata rinnovata per una seconda stagione. Nel marzo 2025 viene rinnovata ulteriormente per una terza stagione.

## Trama
Percy Jackson è un ragazzo di 12 anni che scopre che gli dei e i mostri della mitologia greca sono reali. Egli è infatti un semidio figlio di Poseidone, il dio greco dei mari. Insieme ai suoi amici Grover e Annabeth, parte per una missione lungo gli Stati Uniti per prevenire una guerra tra gli dei dell’Olimpo che potrebbe decidere il destino del mondo intero.

## Episodi
| Stagione         | Episodi | Pubblicazione |
| ---------------- | ------- | ------------- |
| Prima stagione   | 8       | 2023-2024     |
| Seconda stagione | 8       | 2025-2026     |

## Personaggi e interpreti

### Personaggi principali
- Percy Jackson (stagione 1-in corso), interpretato da Walker Scobell, doppiato da Adriano Venditti.
Un giovane semidio figlio di Poseidone.
  - Percy Jackson da bambino (stagione 1), interpretato da Azriel Dalman.
- Annabeth Chase (stagione 1-in corso), interpretata da Leah Sava Jeffries doppiata da Anita Ferraro.
Una giovane semidea, figlia di Atena.
- Grover Underwood (stagione 1-in corso), interpretato da Aryan Simhadri, doppiato da Tito Marteddu.
Il migliore amico di Percy, nonché un satiro di 24 anni travestito da ragazzo di 12 anni.
- Tyson (stagione 2-in corso), interpretato da Daniel Diemer.
Il fratellastro ciclope di Percy.
- Clarissa La Rue (stagione 2-in corso, ricorrente stagione 1), interpretata da Dior Goodjohn, doppiata da Silvia Alfonzetti.
Una semidea, figlia di Ares, che bullizza continuamente Percy.
- Luke Castellan (stagione 1-in corso), interpretato da Charlie Bushnell, doppiato da Alessandro Pace.
Un semidio, figlio di Ermes.
- Nico Di Angelo (stagione 3-in corso), interpretato da Levi Chrisopulos.
Un semidio perduto, figlio di Ade, che insieme alla sorella Bianca ha vissuto decenni al Casino Lotus.

### Personaggi ricorrenti
- Sally Jackson (stagione 1-in corso), interpretata da Virginia Kull, doppiata da Angela Brusa.
La madre di Percy.
- Chirone/Mr. Brunner (stagione 1-in corso), interpretato da Glynn Turman, doppiato da Stefano De Sando.
Un centauro travestito da insegnante di latino di Percy.
- Dioniso/Mr. D (stagione 1-in corso), interpretato da Jason Mantzoukas, doppiato da Simone D'Andrea.
Il dio del vino e il direttore del Campo Mezzosangue.
- Alecto/Ms. Dodds (stagione 1), interpretata da Megan Mullally, doppiata da Giò Giò Rapattoni.
L'insegnante di matematica di Percy, che in realtà è una delle tre Furie al servizio del dio Ade.
- Gabe Ugliano (stagione 1), interpretato da Timm Sharp, doppiato da Andrea Lavagnino.
Il marito di Sally e il patrigno di Percy.
- Chris Rodriguez (stagione 1-in corso), interpretato da Andrew Alvarez (stagione 1) e da Kevin Chacón (stagione 2-in corso), doppiato da Diego Follega  .
Un semidio, figlio di Ermes e fratellastro di Luke.
- Ermes (stagione 1-in corso), interpretato da Lin-Manuel Miranda, doppiato da Giorgio Borghetti.
Il messaggero degli dei, è padre di Luke, con cui non va d'accordo a causa di un evento accaduto in passato.
- Ares (stagione 1-in corso), interpretato da Adam Copeland, doppiato da Dario Oppido.
L'arrogante e ardito dio della guerra.
- Poseidone (stagione 1-in corso), interpretato da Toby Stephens, doppiato da Angelo Maggi.
Il testardo e impulsivo dio dei mari e padre di Percy.
- Crono (stagione 1-in corso), interpretato da Nick Boraine, doppiato da Leslie La Penna.
Il capo dei Titani che appare nei sogni di Percy.
- Re Tantalo (stagione 2), interpretato da Timothy Simons.
 Uno spirito dai campi delle pene, un figlio di Zeus, e il direttore delle attività ad interim del Campo Mezzosangue maledetto ad eterna fame e sete da quando ha rivelato i segreti degli dei dell'Olimpo riguardanti il loro nettare e la loro ambrosia e cucinato suo figlio Pelope servendolo agli dei.
- Thalia Grace (stagione 2-in corso), interpretata da Tamara Smart.
Semidea potente e ribelle, figlia di Zeus, trasformata in un albero dopo essersi sacrificata per salvare Annabeth, Luke e Grover.
- Bianca Di Angelo (stagione 3-in corso), interpretata da Olive Abercrombie.
Una semidea perduta, figlia di Ade, che insieme al fratello Nico ha vissuto decenni al Casino Lotus.

### Guest star
- Preside della scuola elementare di Percy Jackson (stagione 1), interpretato da Manoj Sood.
- Nancy Bobofit (stagione 1), interpretata da Olivea Morton, doppiata da Beatrice Toscanelli.
Una bulla che adora tormentare Percy a scuola.
- Preside della Yancy Academy (stagione 1), interpretato da Hiro Kanagawa, doppiato da Ambrogio Colombo.
Il preside della scuola media di Percy. Crono assume le sue sembianze in un sogno di Percy.
- Eddie (stagione 1-in corso), interpretato da Simon Chin, doppiato da Roberto Stocchi.
L'amministratore del condominio in cui vive la famiglia Jackson.
- Sarah (stagione 1-in corso), interpretata da Threnody Tsai.
Una semidea in sedia a rotelle nota per le sue doti da arciera provetta.
- Helena (stagione 1-in corso), interpretata da Kathleen Duborg.
Una driade vista da Grover come una figura materna.
- Maron (stagione 1-in corso), interpretato da Jason Gray-Stanford.
Un membro del Concilio dei Satiri.
- Leneus (stagione 1-in corso), interpretato da Garfield Wilson.
Un membro del Concilio dei Satiri.
- Pizia (stagione 1-in corso), interpretata da Jennifer Shirley.
L'Oracolo di Delfi, i cui resti mummificati sono conservati nel Campo Mezzosangue.
- Tisifone (stagione 1-in corso), interpretata da Sara J. Southey.
Una delle Furie, sorella di Alecto.
- Medusa/Zia Em (stagione 1), interpretata da Jessica Parker Kennedy, doppiata da Elena Perino.
Una Gorgone che vive in solitudine e che ha avuto dei trascorsi con il padre di Percy.
- Echidna (stagione 1-in corso), interpretata da Suzanne Cryer, doppiata da Sabrina Duranti.
La terribile madre dei mostri.
- Eudora (stagione 1-in corso), interpretata da Jelena Milinovic, doppiata da Valentina Favazza.
Una nereide che lavora per Poseidone.
- Cloto (stagione 1-in corso), interpretata da Cindy Piper.
Una delle tre Parche e la dea del destino che si occupa di tessere il filo della vita di una persona.
- Lachesi (stagione 1-in corso), interpretata da La Nein Harrison.
Una delle tre Parche e la dea del destino che si occupa di misurare il filo della vita di una persona.
- Atropo (stagione 1-in corso), interpretata da Joyce Robbins.
Una delle tre Parche e la dea del destino che si occupa di tagliare il filo della vita di una persona.
- Efesto (stagione 1-in corso), interpretato da Timothy Omundson, doppiato da Massimo De Ambrosis.
Il dio del fuoco, dell'artigianato e il fabbro degli dei.
- Augustus (stagione 1-in corso), interpretato da Ted Dyktra, doppiato da Luca Ward.
Un vecchio satiro, conoscente di Grover.
- Procuste/Crusty (stagione 1-in corso), interpretato da Julian Riching, doppiato da Oliviero Dinelli.
Il figlio di Poseidone, il fratellastro di Percy e un venditore di materassi che allunga la gente fino alle dimensioni del letto.
- Caronte (stagione 1-in corso), interpretato da Travis Soloshyn, doppiato da Pietro Rama.
Il traghettatore delle anime sullo Stige che con il suo fischietto evoca il Cerbero quando ne ha bisogno.
- Ade (stagione 1-in corso), interpretato da Jay Duplass, doppiato da Stefano Brusa.
Il dio dell'oltretomba.
- Zeus (stagione 1-in corso), interpretato da Lance Reddick[1](stagione 1) e da Courtney B. Vance (stagione 2-in corso) e doppiato da Paolo Scalondro.
Il dio del cielo e del fulmine e il temibile re degli Olimpi, la cui folgore è stata rubata.
- Rabbia (stagione 2), interpretata da Sandra Bernhard.
Una delle tre Sorelle Grigie che gestiscono un servizio taxi olimpico nell'area metropolitana di New York City.
- Tempesta (stagione 2), interpretata da Kristen Schaal.
Una delle tre Sorelle Grigie che gestiscono un servizio taxi olimpico nell'area metropolitana di New York City.
- Vespa (stagione 2), interpretata da Margaret Cho.
Una delle tre Sorelle Grigie che gestiscono un servizio taxi olimpico nell'area metropolitana di New York City.
- Atena (stagione 2-in corso), intrepretata da Andra Day.
 Madre di Annabeth e dea della saggezza.
- Circe/C.C (stagione 2), interpretata da Rosemarie DeWitt.
Dea della magia che Percy e Annabeth incontrano nel Mare dei Mostri.
- Polifemo (stagione 2), interpretato da Aleks Paunovic.
Un figlio ciclope di Poseidone e guardiano del Vello d'Oro che fu cecato precedentemente da Odisseo.

Lo stesso Rick Riordan, scrittore della saga e autore della serie, appare in due cameo: prima come un insegnante nell'ufficio del preside alla Yancy Academy e poi come una delle statue all'Aunty Em's Garden Gnome Emporium di Medusa.

## Produzione

### Sviluppo
Nel dicembre 2019, Rick Riordan, creatore della saga, ha presentato l'idea di un nuovo adattamento dei romanzi alla Disney, che aveva appena acquisito 21st Century Fox, detentrice dei diritti. Intorno al maggio 2020, una serie TV per la piattaforma streaming Disney+ basata su Percy Jackson è entrata in lavorazione, con l'idea di adattare il primo libro della serie, Il ladro di fulmini.
Nel marzo del 2021, Riordan ha rivelato che erano in corso le ricerche per i registi e il cast della serie. Nel gennaio del 2022, la serie ha ricevuto ufficialmente il via libera.

### Casting
Nell'aprile del 2022, è stato annunciato che Walker Scobell è stato scelto per interpretare il ruolo di Percy Jackson. Il mese successivo, è stato annunciato che Leah Sava Jeffries e Aryan Simhadri avrebbero interpretato rispettivamente Annabeth Chase e Grover Underwood. Alcuni fan della saga hanno espresso indignazione online per il fatto che sia stata scelta un'attrice nera per interpretare Annabeth, non rispettando così la descrizione scritta nei romanzi. A seguito di questi post, Riordan ha pubblicato un post sul suo blog in cui condanna fermamente la reazione dei fan, etichettandola come razzista, e difendendo la scelta della giovane attrice per il ruolo.
A giugno 2022, Virginia Kull, Glynn Turman, Jason Mantzoukas, Megan Mullally e Timm Sharp sono stati scelti per interpretare rispettivamente Sally Jackson, Chirone, Dionisio, Alecto e Gabe Ugliano. Nello stesso mese, Dior Goodjohn e Charlie Bushnell si sono uniti al cast nei ruoli ricorrenti rispettivamente di Clarisse La Rue e Luke Castellan.

### Lavorazione
Le riprese principali sono iniziate il 2 giugno 2022 a Vancouver, in Canada. Per realizzare la serie è stata utilizzata la tecnologia per effetti visivi StageCraft di Industrial Light & Magic, tecnologia sviluppata per la serie The Mandalorian.

## Distribuzione
Un primo teaser trailer della serie è stato rilasciato il 10 settembre 2022, durante il D23 Expo. Un secondo teaser trailer è stato rilasciato il 19 settembre 2023.
Il 3 novembre 2023, si è tenuta al Lucca Comics and Games un'anteprima dove sono state mostrate delle clip in esclusiva e sono intervenuti Jon Steinberg e Dan Shotz. Il 16 novembre 2023, è stato rilasciato il trailer ufficiale.
La prima stagione della serie, originariamente prevista per il 20 dicembre, ha debuttato con i primi due episodi su Disney+ in tutti i paesi in cui è disponibile il servizio il 19 dicembre 2023 alle 21 dell'ora standard orientale, ed è costituita da otto episodi che si sono conclusi il 30 gennaio 2024.
Negli Stati Uniti, la prima puntata è stata resa disponibile in contemporanea anche sulla piattaforma streaming Hulu.